# 夜市緣2021
這首歌曲的前身，「夜市緣」是DJ問號與哈特利，兩人在2012年為了AFK PL@YERS所製作的魔獸世界二創影片「電視巫妖王2」中，「夜市萬事興」片段配樂，影片中也製作這首歌曲，仿造KTV樣子的完整片段。
2021年告野家計劃舉行十年補完演唱會，進行重製夜市緣保留原來的歌詞及編曲，再新增第二段歌詞，成為「夜市緣2021」。
2012年版影片歌曲的主唱「哈特利唱將」，就是團員哈特利本人，在2021年版MV追加演唱者「爐石神瘦瘦」是曾威豪在AFK PL@YERS影片「給爐石玩家100個忠告」裡，所飾演的角色，並在MV內的第二段主歌中獻聲演唱新版歌詞。此為告野家在該YouTube影片資訊欄內寫下
|  | 哈特利唱將是當年還沒有『哈特利』與『告野家』團名使用的名字，而『爐石神瘦瘦>』是瘦瘦當年扮演爐石之神所用的名字。這是一個取名的小彩蛋，後來都一律叫做告野家囉！ |

2022年10月18日MV以真人還原動畫版的情節，其中以女哥布林的還原度最高
主演 CAST
西裝男 Suit Man| 老布
哥布林A Goblin A | 易先生
哥布林B Goblin B | 小二
3C店員 Shop Clerk | 曾貓
2022年11月24日出版KTV歌曲，從偽K歌的影片，變成真實K歌。

## 外部連結
- 夜市緣2021 MV （页面存档备份，存于）
- 電視王2：浩劫與重播 [中文版] Cataclysm on A Couch Potato
- 給爐石玩家的100個忠告 #FAQ 彩蛋解答篇 - 100 Tips For Hearthstone Players #FAQ & Easter Eggs （页面存档备份，存于）